# Viva Radio 2
Viva Radio 2 è stato un popolare programma radiofonico andato in onda dal 15 ottobre 2001 al 13 giugno 2008 sulle frequenze di Radio 2. I conduttori della trasmissione erano Fiorello e Marco Baldini con la partecipazione di Enrico Cremonesi, già noto come direttore d'orchestra nella trasmissione televisiva (sempre condotta da Fiorello) Stasera pago io.
Oltre a Fiorello e Baldini, gli autori del programma erano: nella prima stagione Sergio Rubino, nelle successive Francesco Bozzi, Riccardo Cassini, Alberto Di Risio e Federico Taddia con la collaborazione ai testi di Roberto Testarmata, autore anche del testo della sigla del programma. La regia di tutte le edizioni era di Marco Lolli, con la collaborazione di Alessandro Provenzano.
Non sono mai stati rilasciati podcast della trasmissione. Fino ad oggi sono stati prodotti sette CD che raccolgono una selezione delle migliori gag del programma e un DVD con il backstage.

## Storia
Viva Radio 2 prende ispirazione da un vecchio programma, W Radio Deejay, condotto sempre da Baldini e Fiorello sulle frequenze di Radio Deejay agli inizi degli anni novanta, pur avendo una struttura completamente diversa. La prima sigla del programma, W Radio 2! è stata interpretata dai 360º, band con cui Fiorello ha anche prodotto un singolo; le altre sigle sono state tutte scritte da Enrico Cremonesi.
Nelle prime stagioni di Viva Radio 2 ad affiancare i due conduttori c'era solo il maestro Enrico Cremonesi, armato di pianoforte e sintetizzatore. Un'intera band, composta da Massimo Pacciani (batteria), Carmelo Isgrò (basso), Antonello "compress" Corduzza (chitarra)e una sezione fiati , è stata ingaggiata nelle ultime quattro edizioni per curare i momenti musicali del programma. Il gruppo, tra l'altro, ha partecipato all'incisione del cd di Fiorello A modo mio.
La trasmissione, spesso accostata ad Alto gradimento, andava in onda in diretta dal lunedì al venerdì, dalle 13.40 alle 15.00. Erano previste repliche dalle 7.00 alle 7.30 (di soli sketch) e dalle 22.40 alle 24.00 (replica completa). Nella stagione 2008, inoltre, si è aggiunta una replica domenicale (dalle 11.00 alle 12.30). La diretta trasmetteva dalla sala A di Via Asiago in Roma.
Viva Radio due era basata soprattutto sulle gag comiche di Fiorello, che si esibiva in un repertorio di imitazioni di personaggi veri e immaginari, interagendo con Marco Baldini e Enrico Cremonesi. Ad ogni puntata partecipava inoltre un ospite speciale, invitato per l'occasione.
Nella stagione 2006/2007, gli autori, date le ripetute richieste degli ascoltatori, hanno inaugurato la periodica sezione "come eravamo", con la messa in onda di vecchie gag.
Alla fine della stagione del Campionato mondiale di Formula 1 2007, è stato trasmesso un remix del deejay Corrado Rizza intitolato "By one point" che remixava l'ultimo discorso tra Kimi Räikkönen e Stefano Domenicali, direttore del "muretto" Ferrari.
Per festeggiare l'entrata diretta al 1º posto dell'Hit Parade con il cd del meglio di Viva Radio 2 del 2007, Fiorello, Baldini e Cremonesi, il 21 giugno 2007, hanno fatto il giro dell'isolato della sede Rai di Via Asiago vestiti da Majorettes, accompagnati da Mike Bongiorno vestito da Zio Sam.
La stagione 2008 ebbe la particolarità di iniziare con una settimana di "prove tecniche di trasmissione", senza pubblico. Il programma con il pubblico (come venne annunciato dallo speaker non professionista Roberto Testarmata, un collaboratore del programma), iniziò il 18 febbraio. Terminata la stagione 2008, sempre su Radio 2 dal 14 luglio il programma ricominciò sotto il nome di Viva Sdraio 2, agli stessi orari del programma classico. Il programma venne trasmesso proprio da località marittime, che variarono di settimana in settimana, e riproponeva gli sketch più divertenti delle passate stagioni.
Nonostante il buon successo, il 27 settembre 2008 Fiorello ha dichiarato che Viva Radio 2 non sarebbe ripresa, sancendo così la chiusura della trasmissione e la volontà di dedicarsi ad altri progetti.

## Imitazioni
Fra i personaggi parodiati da Fiorello si possono citare:
- il tenore Roberto Alagna
- il principe Alberto di Monaco
- Francesco Amadori
- Franco Battiato
- Silvio Berlusconi nel personaggio dello Smemorato di Cologno, un uomo che ha perso la memoria in occasione delle elezioni politiche in Italia del 2006. Ogni volta che recupera la memoria, la perde quando vengono pronunciate parole come "sinistra" e "comunista".
- il primo ministro inglese Tony Blair
- Mike Bongiorno e Mario Bianchi, rispettivamente conduttore e regista di: Genius, quiz cui partecipano bambini che vengono insultati da Mike quando sbagliano la risposta; telepromozioni parodia di Rovagnati con prodotti come il panettone Rovagnati o l'automobile Rovagnati; Il Migliore, parodia dell'omonimo quiz con improbabili categorie di concorrenti (scambisti, truffatori, ecc).
- Carla Bruni
- Franco Califano
- Andrea Camilleri, uno scrittore con il vizio del fumo.
- Marco Carta, vincitore di Amici, che litiga con Grazia di Michele, interpretata da Enrico Cremonesi.
- Antonio Cassano con i suoi piccoli cugini, i cassonetti.
- Vincent Cassel con Gabriella Germani
- Roberto Cavalli
- Carlo Azeglio Ciampi, parodiato per la sua abitudine di troncare le parole ("Fran......ca").
- Giuseppe Ciarrapico
- Riccardo Cocciante
- Maurizio Costanzo con Gabriella Germani
- Pino Daniele
- Umberto Eco, un intellettuale che sciorina conoscenze in tutti i campi possibili e che, non appena fa un errore banale, scoppia a piangere.
- il primo ministro della Turchia Erdoğan
- Paolo Fava, un trombettista jazz snob con la erre moscia, ispirato a Enrico Rava, che si vanta di suonare con i migliori jazzisti e stecca di continuo.
- Marina Flaibani conduttrice della trasmissione Onda Verde
- Padre Georg Gänswein, segretario personale di Benedetto XVI
- Garrison Rochelle, coreografo di Amici che insidia il ballerino Catello, interpretato da Enrico Cremonesi.
- Gianfri
- Francesco Guccini, un cantante in crisi creativa che tenta di recuperare l'ispirazione, con dubbi risultati.
- il presidente della Corea del Nord Kim Jong-il
- Il pullman elettorale di Walter Veltroni durante la campagna per le elezioni politiche in Italia del 2008
- Padre Ralfo

- Ignazio La Russa
- Carlo Lucarelli
- Luigino, il bimbo posseduto
- Don Antonio Mazzi
- l'avvocato Messina, un legale dai modi teatrali che tenta, senza successo e con arringhe ad effetto ("Chi siamo noi","che dobbiamo dire di questi che abbandonano i cani per strada") di difendere criminali indifendibili.
- Monsignor Emmanuel Milingo
- Gianni Minà
- Federico Moccia
- Gianni Morandi nel personaggio del Bastardo di Monghidoro, un cantante che si è stufato della sua immagine di bravo ragazzo e si dedica, quindi, ad una serie di cattiverie in combutta con Diego Cugia.
- Massimo Moratti
- Nanni Moretti che recensisce improbabili film di cinema d'essai, con Enrico Cremonesi nelle vesti del produttore Angelo Barbagallo
- Silvio Muccino
- Giovanni Muciaccia, conduttore di Art Attack, che propone lavoretti improbabili (come il ponte sullo stretto di Messina).
- Giorgio Napolitano
- la storica annunciatrice TV Nicoletta Orsomando
- Barbara Palombelli
- Romano Prodi
- il Presidente russo Vladimir Putin
- Quasimodo, il gobbo di Notre Dame
- il camionista gay Romeo con Enrico Cremonesi
- Vasco Rossi
- l'uomo di Sai xChé?
- la Signorina buonasera, che propone i programmi del giorno in una veste ironica.
- Tony Sperandeo, un attore cui vengono proposti solo ruoli "da cattivo" e che tenta, senza successo, di cimentarsi con interpretazioni diverse.
- Oliviero Toscani
- La TV calabrese, un improbabile canale televisivo calabrese che copia i quiz Rai e Mediaset (ad esempio "la Ghigliottina", in cui però il concorrente viene veramente ghigliottinato, oppure "Scassaparola" e "Chi vuol essere calabrese")
- Bruno Vespa
- Martano Volpi, un toscano scorbutico venuto a contatto con un UFO
- il PM di Potenza Henry John Woodcock
- Rita, la proprietaria del Bar di via Asiago (imitazione eseguita assieme alla vera Rita, dando vita alle scenette di "Rita & Rita").

Al programma collabora anche Gabriella Germani, che imita tra gli altri:
- Monica Bellucci, in coppia con Fiorello
- Emma Bonino
- Maria De Filippi, in coppia con Fiorello
- Emanuela Folliero
- Michelle Hunziker

- Rula Jebreal
- Alessandra Mussolini
- Antonella Ruggiero
- Mara Venier
- Simona Ventura

Anche Enrico Cremonesi, pianista e direttore dell'orchestra del programma, fa da spalla a Fiorello, imitando fra gli altri:
- i bambini concorrenti di Genius e partner delle telepromozioni di Mike Bongiorno
- i concorrenti de Il migliore
- l'uomo delle Tremiti, l'intrattenitore, i concorrenti e i vari collaboratori NON-calabresi della TV calabrese
- Angelo Barbagallo, produttore dei film di Nanni Moretti
- Giulietto, partner gay del camionista Romeo
- Prince

- vari animali intervistati da Fiorello
- i clienti dell'avvocato Messina
- Sonny Enfisema
- Mika Cotica, versione romana del cantante libanese Mika
- nelle parodie di Amici: il ballerino Catello e l'insegnante Grazia Di Michele

## Spin-off
Fino alla stagione 2006/07 il programma, nonostante il grande successo, era rimasto ancorato al mezzo radiofonico, con l'eccezione dell'ultima puntata della stagione 2005/06, che era andata in onda, all'orario consueto, contemporaneamente su Radio 2 e sul canale satellitare RaiSat Extra.

### Viva Radio 2... e anche un po' Rai Uno
La stagione 2006-2007 del programma ha debuttato l'8 ottobre 2006 con una puntata speciale, in prima serata, andata in onda contemporaneamente su Radio 2 e su Rai Uno, intitolata Viva Radio2... e anche un po' Rai Uno; ospite d'eccezione è stato Lelio Luttazzi, ritornato in televisione dopo tanti anni, che ha duettato con Fiorello in "Chiedimi Tutto".
L'esperimento televisivo, visto il notevole successo riscosso, si è ripetuto il 19 novembre 2006 con ospite d'eccezione Mike Bongiorno, raggiungendo punte di ascolti del 36%.
Le puntate dell'ultima settimana della stagione 2006-2007 sono state riprese durante il normale svolgimento in diretta radiofonica dalle telecamere di RaiSat Extra, e trasmesse poi sul canale satellitare ogni sera alle 21.30.
| Puntata | Messa in onda    | Ospite         | Telespettatori | Share  | Fonte |
| ------- | ---------------- | -------------- | -------------- | ------ | ----- |
| 1       | 8 ottobre 2006   | Lelio Luttazzi | 8.168.000      | 30,77% | [ 6 ] |
| 2       | 19 novembre 2006 | Mike Bongiorno | 10.336.000     | 35,86% | [ 7 ] |

### Viva Radio 2 minuti
Per la stagione 2007-2008 Fiorello ha invece annunciato, anche tramite spot televisivi in bianco e nero (nei quali è vestito da "signorina buonasera"), che verranno trasmesse 10 puntate di un breve show, in onda dal 21 gennaio 2008 (a seguito di ben due slittamenti di data) ogni sera alle 20.30, dopo il Tg1.
Il programma è stato anche presentato come "il varietà più breve della storia" ma, in realtà, dura ben più a lungo (massimo 10 minuti) pur limitandosi a soli 2 minuti di varietà classico.
Il programma è stato trasmesso in diretta dalla Sala B del palazzo della RAI di via Asiago, a Roma, lo stesso nel quale viene condotto il programma radiofonico. Tuttavia la scenografia è stata ampiamente rivoluzionata al fine di renderla più adatta ad una trasmissione televisiva: il palcoscenico è infatti formato da una pedana circolare alle cui spalle è situato il vero e proprio palco, dal quale compaiono gli ospiti. Infine, terminata la diretta dallo studio, veniva trasmessa una breve parodia del programma di Rai Uno Soliti ignoti (che andava in onda subito dopo), nel quale il "giocatore" (Marco Baldini) deve indovinare l'identità del "personaggio" che Fiorello imita.
La sigla del programma Viva Radio 2 Minuti, musica di Enrico Cremonesi e testo di Roberto Testarmata, è stata presentata in anteprima al TG1 durante un servizio di Vincenzo Mollica cantata dal vivo nel suo ufficio da Fiorello e dal suo gruppo di lavoro accompagnati alla tastiera dal M° Enrico Cremonesi.
La prima puntata di Viva Radio 2... minuti è stata vista da 10 616 000 telespettatori con il 37,47% di share.
Il programma ha avuto successo, ma è stato accusato dall'autore televisivo Pasquale Romano di aver fatto calare gli ascolti del suo programma Affari tuoi.

#### Gli ospiti
Gli ospiti vengono presentati dal siciliano Tommasino (Tommasino Accardo), personaggio già apparso in Stasera pago io, questa volta nella veste di un classico milanese.
- Prima puntata:
  - Nicoletta Orsomando, la prima signorina buonasera della RAI, alla quale si era ispirato Fiorello negli spot pubblicitari del programma.
  - Alessandro Gassmann, che ha letto un brano della Divina Commedia.
- Seconda puntata
  - Laura Pausini, che ha presentato il programma nelle vesti di signorina buonasera.
  - Tony Dallara e Teo Teocoli, che hanno cantato il brano Carta d'Identità (escluso dal Festival di Sanremo).
- Terza Puntata
  - Jovanotti, che ha presentato il programma nelle vesti di signorina buonasera.
  - Enrico Mentana, che ha letto una serie di notizie comiche di avvenimenti giornalistici.
  - Nancy Brilli, che ha inscenato un focoso bacio con Marco Baldini.
- Quarta puntata
  - Valerio Staffelli, che ha presentato il programma nelle vesti di signorina buonasera
  - Gianluca Guidi, figlio d'arte di Johnny Dorelli e Lauretta Masiero, che ha cantato "Aggiungi un posto a tavola" sia nel sogno di Fiorello sia successivamente nella trasmissione vera e propria.
- Quinta puntata
  - Claudia Gerini, che ha presentato il programma nelle vesti di signorina buonasera.
  - Biagio Antonacci, che ha tentato di cantare un brano interrotto per l'eccessiva durata dell'attacco.
  - Giuliano Sangiorgi, che sulle note della canzone "Solo 3 minuti" cantava il tempo rimanente per il varietà.
- Sesta puntata
  - Biagio Antonacci, che ha presentato nei panni della signorina buonasera.
  - Christian De Sica, che ha duettato con Fiorello per qualche secondo, dopo di che è stato oscurato dal sipario mobile, come accade solitamente con gli ospiti.
- Settima puntata
  - Simona Ventura, che ha presentato il programma nelle vesti di signorina buonasera.
  - Mario Biondi, che ha prima cantato una sua canzone in inglese e poi fatto una scenetta in siciliano con Fiorello.
- Ottava puntata
  - Christian De Sica, che ha presentato il programma nelle vesti di signorina buonasera.
  - Arturo Brachetti, che ha compiuto alcuni cambi d'abito caratterizzati sempre dal fatto di essere tutti bianchi e neri e per terminare con la divisa della Juventus; da lì a pochi minuti sarebbe iniziata Juventus - Inter valida per la sfida di Coppa Italia. Si ricorda che Fiorello è interista.
  - Paola Barale, che ha inscenato un focoso bacio con Marco Baldini.
  - Lorella Cuccarini, che ha ballato e cantato dentro il sogno di Fiorello.
- Nona puntata
  - Afef, che ha presentato nei panni della signorina buonasera, parlando in arabo.
  - Stefano Bollani, che ha suonato insieme al maestro Paolo Fava.
  - Giorgia, che ha cantato Hymne à l'amour
  - Nino Frassica, vestito da maresciallo dei Carabinieri, per far sgomberare Fiorello in attesa dell'arrivo di Don Matteo (era infatti in palinsesto una puntata della fiction, subito dopo il varietà).
- Decima puntata
  - Mike Bongiorno, in qualità di ospite e presentatore
  - Beppe Fiorello, fratello di Fiorello
  - Nicoletta Orsomando, prima delle signorine buonasera, che ha chiuso la puntata.

#### Ascolti
| Puntata | Messa in onda   | Telespettatori | share  |
| ------- | --------------- | -------------- | ------ |
| 1       | 21 gennaio 2008 | 10.616.000     | 37,47% |
| 2       | 22 gennaio 2008 | 10.131.000     | 36,39% |
| 3       | 23 gennaio 2008 | 9.769.000      | 35,77% |
| 4       | 24 gennaio 2008 | 8.377.000      | 29,91% |
| 5       | 25 gennaio 2008 | 8.669.000      | 32,84% |
| 6       | 28 gennaio 2008 | 9.181.000      | 33,29% |
| 7       | 29 gennaio 2008 | 8.717.000      | 32,06% |
| 8       | 30 gennaio 2008 | 9.047.000      | 33,34% |
| 9       | 31 gennaio 2008 | 8.456.000      | 31,89% |
| 10      | 4 febbraio 2008 | 9.869.000      | 36,91% |

## Ospiti di Viva Radio 2
- Aldo, Giovanni e Giacomo
- Diego Abatantuono
- Amadeus
- Renzo Arbore
- Paul Anka
- Biagio Antonacci
- Backstreet Boys
- Claudio Baglioni
- Franco Battiato
- Pippo Baudo
- Monica Bellucci
- Fausto Bertinotti
- Max Biaggi
- Andrea Bocelli
- Massimo Boldi
- Mike Bongiorno
- Paolo Bonolis
- Michael Bublé
- Gianluigi Buffon
- Giancarlo Fisichella
- Franco Califano
- Andrea Camilleri
- Marco Carta
- Fabio Concato
- Paolo Conticini
- Paola Cortellesi
- Maurizio Costanzo
- Piba Da Costa
- Fabrizio Del Noce
- Alessandro Del Piero
- Tullio De Piscopo
- Christian De Sica
- Teresa De Sio
- Piero Dorfles
- Dori Ghezzi
- Elisa
- Ficarra e Picone
- Elio Germano
- Gepy
- Giorgia
- Loretta Goggi
- Gianluca Guidi
- Michelle Hunziker
- Giovanni Allevi
- Alessandro Alessandroni

- Jovanotti
- Monica Leofreddi
- Luciano Ligabue
- Luciana Littizzetto
- Luca e Paolo
- Valerio Mastandrea
- Mariangela Melato
- Sandra Milo
- Amedeo Minghi
- Gianni Morandi
- Nanni Moretti
- Lucia Morico
- Stefano Domenicali
- Silvio Muccino
- Nek
- Paola & Chiara
- Laura Pausini
- Roberto Pedicini
- Max Pezzali
- I Pooh
- Gigi Proietti
- Raf
- Eros Ramazzotti
- Tommaso Rocchi
- Riccardo Rossi
- Sergio Rubini
- Vincenzo Salemme
- Claudio Santamaria
- Michael Schumacher
- Tony Sperandeo
- Valerio Staffelli
- Francesco Toldo
- Luca Toni
- Francesco Totti
- John Turturro
- Ornella Vanoni
- Bruno Vespa
- Paolo Virzì
- Zero Assoluto
- Zucchero Fornaciari
- Velvet
- Mick Hucknall
- Marco Masini e Umberto Tozzi
- Armando Trovajoli
- Edoardo Bennato e Alex Britti

## Curiosità e controversie
Viva Radio 2 è stato oggetto anche di varie polemiche, spesso a causa delle imitazioni di Fiorello. Negli ultimi mesi del 2006 ci sono stati contrasti con Fabio Fazio, a causa della concomitanza delle rispettive trasmissioni televisive, e con il Vaticano, per l'imitazione di Padre Georg Gänswein, segretario personale del Papa. Fiorello ha dichiarato di non avere più proposto l'imitazione di Padre Georg dopo essere stato redarguito dalla madre.
Il 23 dicembre 2005, durante la diretta, Silvio Berlusconi ha chiamato a sorpresa la trasmissione mentre era ospite Fabrizio Del Noce, interagendo con Fiorello e Baldini in un gag dello Smemorato di Cologno. Un'altra telefonata a sorpresa è stata quella di Carlo Azeglio Ciampi: il 16 maggio 2006 l'ex presidente della Repubblica ha chiamato la trasmissione, facendo gli auguri di compleanno a Fiorello e ironizzando con lo showman sui suoi difetti di pronuncia (oggetto di parodia).
Nella puntata del 9 marzo 2007 il senatore Ettore Pirovano della Lega Nord, credendo che una battuta fosse riferita ad Umberto Bossi, ha criticato pesantemente la trasmissione. La battuta era invece riferita a Francesco Bozzi, uno degli autori di Viva Radio 2.
Il 25 aprile 2007, per la prima volta nella storia del programma, sono stati assenti sia Fiorello che Baldini: la diretta, con sigla personalizzata (Vice Radio 2) è stata quindi condotta in studio dal comico Riccardo Rossi con Enrico Cremonesi.
L'ultima puntata della stagione 2005/06 è stata mandata in onda su RaiSat Extra, e ciò ha causato polemiche in alcuni settori della Rai che volevano la puntata trasmessa su un canale in chiaro.
A seguito delle imitazioni di Viva Radio 2, è nata una vera e propria amicizia tra Fiorello e Mike Bongiorno. Il presentatore, durante le stagioni 2006/2007 e 2008, veniva spesso chiamato in diretta da Fiorello negli ultimi minuti di trasmissione, dando vita a simpatici siparietti tra i due ("Pronto, Mike? Come stai?" "Eh, sto mangiando"). Le telefonate più divertenti di Viva Radio 2 a Mike sono state poi raccolte nel CD "Pronto c'è Mike?", uscito nel 2008.
La sigla delle ultime due stagioni, arrangiata da Enrico Cremonesi su testi di Roberto Testarmata, è basata su Samoa Tamoure di Armando Trovajoli, colonna sonora de I mostri.

## Discografia

### CD
- Viva Radio 2 (il meglio del 2003) (2003)
- Viva Radio 2 (il meglio del 2004) (2004)
- Viva Radio 2 (il meglio del 2005) (2005)
- Viva Radio 2 (il meglio del 2006) (2006)
- Viva Radio 2 (il meglio del 2007) (2007)
- Viva Radio 2 (il meglio del 2008) (2008)
- Pronto, c'è Mike? Le telefonate più divertenti di Viva Radio 2 (2008)

### DVD
Il 1º dicembre 2006 è uscito un DVD contenente i dietro le quinte della trasmissione e sketch inediti intitolato Fiorello e Baldini visti da dietro. Ancora prima dell'uscita nei negozi erano state prenotate 150 000 copie del DVD (pari a 5 dischi di platino), battendo ogni record precedente di vendita. Il DVD comprende anche alcuni dietro le quinte delle pubblicità di Infostrada, con Mike Bongiorno e dello spettacolo teatrale di Fiorello Volevo fare il ballerino.

## Parodie del programma
(uno dei jingle di apertura)
Una parodia del programma della Rai è stata proposta con la sit-com Viva Radio Maria trasmessa nel programma Second Italy del canale televisivo satellitare Comedy Central. Sulla falsariga del programma Viva Radio2, Ubaldo Pantani interpreta don Fioretto, un prete simpatico quanto poco comico, mentre Paola Minaccioni veste i panni di suor Baldina; insieme conducono una fantasiosa trasmissione radiofonica su Radio Maria in cui commentano le e-mail degli ascoltatori (molto spesso su argomenti scottanti di attualità) con qualche battuta irriverente, vista da un'estremizzata ma comica prospettiva cattolica.